# Wincenty Kostecki

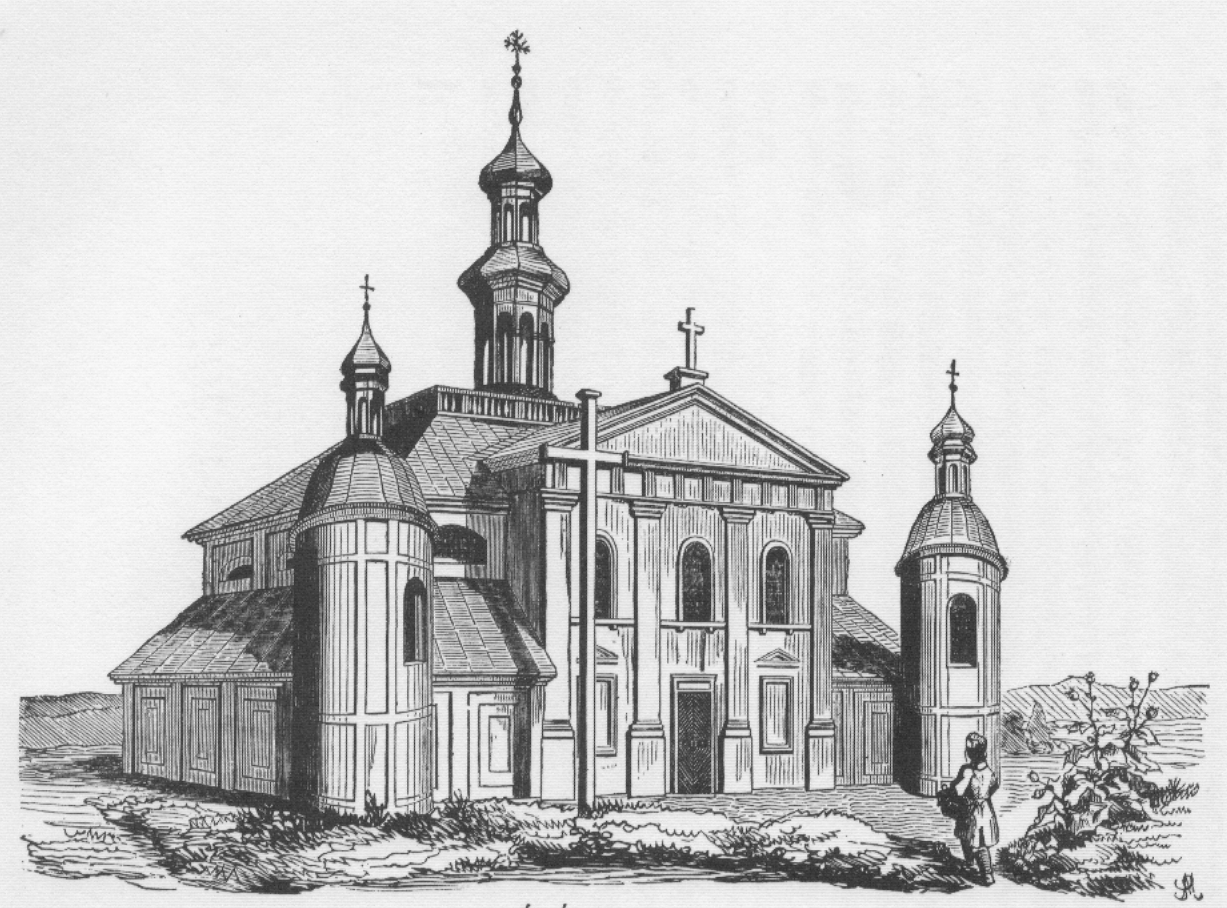
Kościół Najświętszej Matki Bożej Loretańskiej na warszawskiej Pradze, w którym Wincenty Kostecki brał 5 kwietnia 1853 roku ślub z Ludwiką Nidecką. Drzeworyt z około 1855 roku

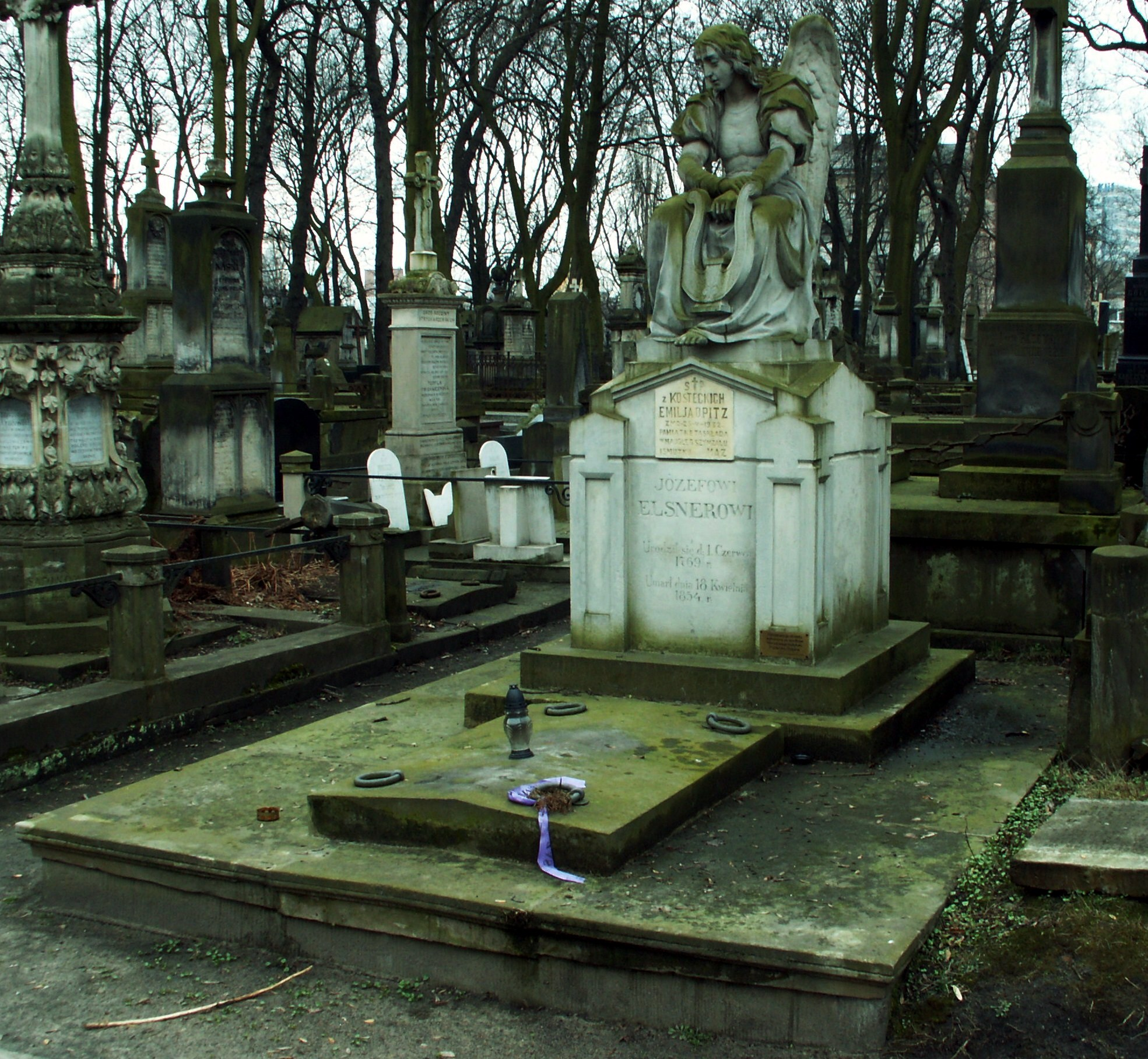
Pomnik nagrobny Józefa Elsnera na warszawskich Powązkach wzniesiony z m.in. inicjatywy i dzięki wysiłkom Wincentego Kosteckiego

Wincenty Ryszard Kostecki herbu Leszczyc (ur. 21 maja 1831 w Warce, zm. 25 lipca 1868 w Elsnerowie) – polski szlachcic, właściciel Elsnerowa w latach 1854–1868, dysponent i współwydawca dorobku pisarskiego Józefa Elsnera.

## Życiorys
Wincenty Kostecki urodził się w Warce, gdzie jego ojciec, Franciszek Kostecki był burmistrzem. Najprawdopodobniej skończył szkołę (co najmniej średnią) w Warszawie. W 1852 roku pracował jako urzędnik skarbu w Warszawie. W momencie, gdy żenił się z Ludwiką Nidecką (5 kwietnia 1853 roku), wnuczką Józefa Elsnera, pracował w warszawskim biurze Kolei Warszawsko-Wiedeńskiej. Po ślubie porzucił jednak tę pracę i zamieszkał w Elsnerowie, jeszcze za życia wielkiego muzyka (Józef Elsner zmarł 18 kwietnia 1854 roku). Zostawszy spadkobiercą Elsnerowa zabrał się za gospodarowanie majątkiem. Będąc również spadkobiercą spuścizny rękopiśmienniczej Elsnera (dysponował również kilkoma listami Fryderyka Chopina), reprezentował rodzinę Elsnera w przedsięwzięciach mających na celu upamiętnienie muzyka i jego dzieła.
Po śmierci Elsnera powstał w Warszawie komitet, który postawił sobie za cel zebranie funduszy na postawienie pomnika muzyka oraz wydanie jego dzieł. W skład komitetu weszli: Ignacy Feliks Dobrzyński, Kazimierz Lubomirski, Karol Kucz (redaktor Kurjera Warszawskiego) i Wincenty Kostecki. Komitet zorganizował 3 koncerty muzyki Elsnera (28 sierpnia, 30 sierpnia i 1 września 1854 roku w Kościele Ewangelickim w Warszawie). Zebrane fundusze zostały (po odtrąceniu kosztów) wydane na budowę pomnika na Cmentarzu Powązkowskim w Warszawie (autorem był Władysław Gumiński, uczeń Konstantego Hegla) oraz na wydanie najważniejszych dzieł Elsnera.
Wincenty Kostecki w 1861 roku był członkiem oddziału warszawskiego Towarzystwa Rolniczego.
Listy Wincentego Kosteckiego pisane przez niego w latach 1854–1864 zostały odnalezione w latach 60. XX wieku i wydane w 1996 roku przez wydawnictwo VEDA stworzone przez Barbarę Mączeńską i Krystynę Drzewiecką (autorką wstępu jest prof. Maria Nietyksza, a redaktorką jest Bronisława Dziedzic) .

## Życie rodzinne
Wincenty Kostecki był synem Franciszka i Tekli z domu Modzelewskiej (1800 – przed 1854). Miał siedmioro rodzeństwa, byli to:
- Teodor Aleksander (1817–?), ojciec m.in. Zofii Kosteckiej (1857–1891), późniejszej żony Zygmunta Karola Floriana Haukego (1851–1912), syna Aleksandra Jana Haukego. Żona Teodora, Klotylda Błeszyńska h. Oksza była potomkinią w prostej linii Mieszka I[7]
- Teodozja (~1820–1858), późniejsza żona Józefa Kłoczowskiego, babka m.in. Eugeniusza Kłoczowskiego, prababka m.in. Jerzego i Jana Andrzeja Kłoczowskich
- Antonina (1824–1920), późniejsza żona Józefa Nartowskiego h. Trzaska – ich wnukiem był m.in. Tadeusz Nartowski
- Józef (~1825–1842)
- Stanisław Wincenty (1827–1870), dziad m.in. Anny Podgórskiej
- Teresa Izabella (1829–?), późniejsza żona Wojciecha Maurycego Bogusławskiego, syna Anieli Nacewicz i wnuka Wojciecha Bogusławskiego, dyrektora Teatru Narodowego w Warszawie
- Anna, późniejsza Strobach[4][8].

Ożenił się w 1853 roku z Ludwiką Nidecką (1834–1901), wnuczką Józefa Elsnera, dziedziczką Elsnerowa, gdzie wspólnie gospodarowali do jego śmierci. Mieli ośmioro dzieci, były to:
- Klara Emilia Katarzyna (1853–1870), do chrztu trzymali ją Józef Elsner, jego córka Emilia Nidecka, Stanisław Moniuszko i Rozalia Osińska[9]
- Franciszek Teodor (1854–?)
- Wincenty Franciszek (1855–1940), późniejszy notariusz przy wydziale hipotecznym sądu pokoju powiatu warszawskiego[10], ojciec m.in. Ireny Oppman, synowej Artura Oppmana
- Tekla (1857–1859)
- syn o nieznanym imieniu (1860)
- Emilia Jadwiga (1861–1862)
- Emilia Eugenia (1865–1932), późniejsza Opitz[4][9].

Wdowa po Kosteckim Ludwika wyszła po jego śmierci powtórnie za mąż za Skokowskiego, którego brat namówił ją na sprzedaż Elsnerowa. Przeprowadziła się do Warszawy, gdzie kupiła kamienicę przy ul. Długiej 28. Rodzina Kosteckich mieszkała w tym domu do 1944 roku.